# Georgios Monachos
Georgios Monachos, eller som han själv kallade sig Georgios Hamartolos, "syndaren", var en bysantinsk författare på 800-talet.
Georgios Monachos författade en krönika från skapelsen till 842 e. Kr., senare fortsatt av andra. Hans verk blev en huvudkällorna för senare kronister. Georgios Monachos krönika utgavs av C. de Boor 1904-05.